# Деко, Ален
Ален Деко (фр. Alain Decaux; 23 июня 1925 года, Лилль — 27 марта 2016 года, Париж) — французский писатель, драматург, историк, тележурналист и министр.

## Биография
Родился в 1925 году в Лилле, с юности увлекался историей и после окончания юридической школы прошёл обучение на исторических курсах Сорбонны. Первую научную работу, посвящённую Наполеону и его матери, опубликовал в 1946 году. В 1951 году стал вести на радио историческую передачу «Трибуна истории», которая шла в эфире вплоть до 1997 года. Автор более 60 научно-популярных книг, автор сценариев кинофильмов, включая фильмы «Анжелика и король» (1964), «Отверженные» (1982), «Австрийка» (1990). Член Французской Академии с 1978 года.
Умер в Париже 27 марта 2016 года, похоронен на кладбище Пер Лашез.

## Сочинения
- Апостол Павел. — 4 изд.. — М.: Молодая гвардия, 2017. — 255[1] с.: ил. с. — (Жизнь замечательных людей). — ISBN 978-5-235-04022-9.
- Великие загадки истории. — М.: Вече, 2006. — 480 с. — (Великие тайны). — ISBN 5-9533-0229-0. — ISBN 5-9533-0229-Я.
- Великие загадки XX века. — М.: Вече, 2006. — 480 с. — (Великие тайны). — ISBN 5-9533-0479-X. — ISBN 5-9533-0479-Я.
- Великие загадки нового времени. — М.: Вече, 2006. — 480 с. — (Великие тайны). — ISBN 5-9533-1592-9.